# Jozef Lievens
Jozef Lievens (Gits, 11 september 1907 – Roeselare, 26 november 1985) was een Belgisch politicus. Hij was de laatste burgemeester van Beveren.

## Levensloop
Jozef Lievens was een dorsondernemer die zich na zijn huwelijk in Beveren had gevestigd. Hij maakte zijn intrede in de lokale politiek na de Tweede Wereldoorlog. Voor die oorlog werd de politiek in die gemeente getekend door een bitse tweestrijd tussen twee lokale lijsten, de zogenaamde 'eentjes' en 'tweetjes'. Na de oorlogservaring werd de verzoening in de lokale dorpspolitiek ingezet. Er kwam een eenheidslijst met slechts drie van de huidige zittende raadsleden en voor de rest nieuwkomers. Jozef Lievens werd aangezocht de lijst te trekken. Er kwam geen tegenlijst waardoor de lijst volledig verkozen werd en Jozef Lievens de burgemeester van Beveren werd. Ook tijdens de verkiezingen van 1952 en 1958 bood zich geen tegenlijst aan, waardoor Lievens en zijn ploeg aanbleven tot 1964 wanneer Beveren met Roeselare fusioneerde.
Onder zijn burgemeesterschap kwam het politiek woelige Beveren tot rust. De gemeente kende een ongekende groei. De gemeentelijke wegeninfrastructuur en nutsvoorzieningen werden grondig verbeterd. Er werd volop werk gemaakt van de ruimtelijke ordening. Als kleine landelijke gemeente had het in de jaren 1960 al verschillende BPA's (Bijzonder Plan van Aanleg) opgemaakt, dit in tegenstelling tot heel wat andere gelijkaardige en grotere gemeenten. Die plannen voorzagen de komst van industriegebieden en woonwijken. Bij de fusie in 1964 was Beveren in volle overgang van een plattelandsgemeente naar een kleine gemeente met een heel sterke industrie en woonfunctie. De gemeente was zijn tijd alvast vooruit en was dan ook zeer gegeerd door Roeselare toen de eerste fusiegolf in België ingezet werd. In Beveren was er heel wat tegenstand tegen deze fusie omdat men van mening was dat de stad Roeselare enkel in de industrie en het geld van Beveren geïnteresseerd was.
In het verkiezingsjaar 1964 weigerde Lievens in tegenstelling tot zijn schepenen op de lijst van de meerderheidspartij CVP te staan. Hij kwam op met de Volksunie en werd vlot verkozen. Hij zou nog tot 1976 voor die partij in de oppositie zetelen. Hij kwam vooral op voor de belangen van de deelgemeente Beveren. 
In 1997 kreeg Jozef Lievens een straat in Beveren naar zich genoemd, de Jozef Lievensstraat.